# Laurypta laevis
Laurypta laevis är en tvåvingeart som först beskrevs av Günther Enderlein 1910.  Laurypta laevis ingår i släktet Laurypta och familjen platthornsmyggor.
Artens utbredningsområde är Seychellerna. Inga underarter finns listade i Catalogue of Life.